# Купилько
Купилько (исп. Cupilco) — посёлок в Мексике, в штате Табаско, входит в состав муниципалитета Комалькалько. Численность населения, по данным переписи 2020 года, составила 2811 человек.

## Общие сведения
Название Cupilco с языка науатль можно перевести как: место копилиса, как назвался некий предмет одежды ацтеков, который носил только вождь.
Первое упоминание о поселении относится к 1524 году в записях Берналя Диаса, участвовавшего в экспедиции Луиса Марина.
В 1525 году он упоминается в 5-м письме Эрнана Кортеса, где описано, что Кортеса приняли гостеприимно, а также помогли в переправе через несколько рек.
В 1880 году брюшной тиф унёс жизни множества местных жителей.
Главной достопримечательностью Купилько является церковь Святой Богородицы, построенная в XVIII веке, и выделяющаяся своей высотой и яркими цветами.
Посёлок расположен в 11 км восточнее муниципального центра, города Комалькалько, и в 40 км к северо-западу от столицы штата, города Вильяэрмоса.

## Население
| Год  | Численность | Численность |
| ---- | ----------- | ----------- |
| 2000 | 1790        | [ 6 ]       |
| 2005 | 1824        | [ 7 ]       |
| 2010 | 2136        | [ 8 ]       |
| 2020 | 2811        | [ 9 ]       |